# Rakov (Přerovi járás)
Rakov település Csehországban, Přerovi járásban. Rakov Horní Nětčice, Opatovice, Paršovice és Býškovice településekkel határos. Lakosainak száma 418 fő (2024. január 1.).

## Népesség
A település lakosságának változását az alábbi diagram mutatja:
| Lakosok száma | 373  | 401  | 452  | 417  | 346  | 365  | 408  | 411  | 406  | 418  |
|               | 1869 | 1890 | 1921 | 1950 | 1980 | 2001 | 2017 | 2019 | 2022 | 2024 |